# Jürgen Bähringer
Jürgen Bähringer (né le 19 août 1950 à Greiz en RDA) est un footballeur international est-allemand dont la carrière professionnelles s'est étalée entre 1968 et 1988.

## Biographie
Jürgen Bähringer joue au BSG Fortschritt Greiz, au BSG Motor Werdau et enfin au FC Karl-Marx-Stadt. Il dispute 350 matchs en championnat avec le FC Karl-Marx-Stadt, inscrivant 57 buts.
Jürgen Bähringer reçoit une sélection en équipe de RDA lors de l'année 1980, à l'occasion d'un match amical face à l'Union soviétique.